# Jana Todorović
Dragana Stanojević (en serbe cyrillique Драгана Станојевић), connue sous son nom de scène Jana Todorović (Јана Тодоровић), parfois abrégé Jana (née le 15 mars 1974) est une chanteuse de pop folk et turbo folk d'origine serbe.
Elle est l'une des chanteuses les plus populaires de sa génération. Des chansons comme Sokolica, Ostavi Mi Drugove, Barabar ou encore Šta Će Ti Pevačica sont devenus des classiques qui l'ont rendues célèbre à travers les Balkans.

## Discographie[1]

### Singles
| - 2012 : Lune, Lune - 2012 : Ti I Ja (ft MC Stojan) - 2012 : Zapevaj, Zaigraj - 2013 : Mući Me (ft DJ Sky) - 2013 : Bruka I Sramota - 2013 : Lude Godine (ft DJ Đuro) - 2013 : Anđele Moj - 2014 : Boginja - 2014 : Može, Može | - 2015 : Bravo, Bravo - 2015 : Ostavljam - 2015 : Samo Široko - 2015 : Lepoto Moja (ft Big Time & DJ Mr.Dani-E) - 2016 : Sipaj Mi Duplo (ft Deny) - 2016 : Bitanga - 2016 : Pozajmljeno sce - 2016 : Moj Je Život Kao Pesma Kafanska - 2017 : Oženi Pevačicu |

### Albums d'autres artistes
- 2009 : Jutro Tuge (Asim Bajrić)
- 2012 : Aj, Milo Moje (Jasmin Jusić)
- 2015 : Sve Bih Dala (Đogani)